# جزر برمودا في الألعاب الأولمبية الصيفية 2012
من المقرر ان تدخل جزر برمودا للمنافسة في دورة ألعاب أولمبية صيفية 2012، لندن المملكة المتحدة، في الفترة من 27 يوليو - 12 أغسطس 2012. وستشارك ب 7 رياضي في 5 رياضة